# Скапулокоракоид

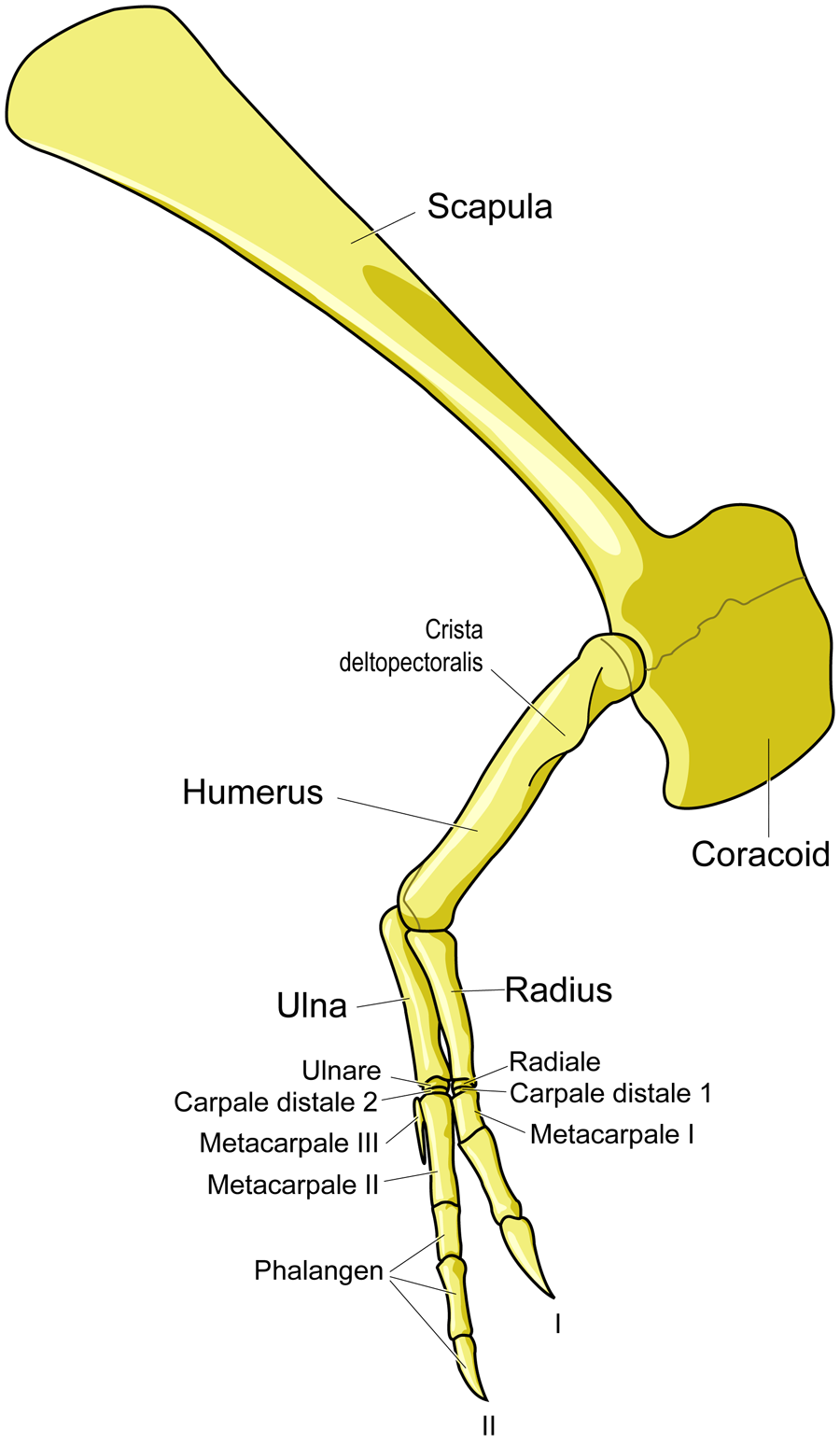
Скапулокоракоид и кости правой передней конечности горгозавра (Gorgosaurus libratus)

Скапулокоракоид (лат. Scapulocoracoid) — часть плечевого пояса, кость, образованная сросшимися лопаткой и коракоидом. Имеется у динозавров-теропод (включая птиц) и близких к ним групп, для которых скапулокоракоид играет важную роль при полете.

## Скапулокоракоид у динозавров-теропод
Обычно коракоид составлял примерно третью или четвертую часть от длины всей анатомической структуры. Он представлял собой выпуклое наружу, порой утолщенное в центре и утончающееся по периферии образование, у некоторых форм, вероятно, переходившее по своим краям в хрящ. Скапулокоракоидный шов был более или менее прямым. Коракоидное отверстие пронизывает кость в косом направлении. Ниже и сзади от коракоидного отверстия по наружной поверхности коракоида располагается выпуклость с относительно заостренной вершиной, которая несет на себе следы прикрепления от сухожилия двуглавой мышцы. Гленоидная впадина довольно глубокая и широкая, несколько обращенная наружу, имеет выпуклые гребневидные края. Супрагленоидное утолщение, имеющее форму гребня или выступа, который разделен вдоль по вершине скапулокоракоидным швом.
Внутренняя поверхность скапулокоракоида у тероподов была широко вогнутой. Лопатка отличается расширенной вентральной частью и суженной дорзальной ветвью, края которой преимущественно субпараллельны друг другу. Акромиальный отросток развит хорошо. Его передний край часто является значительно утонченным, возможно, он переходил в хрящевую ткань.
У различных групп хищных динозавров при сохраняющимся общем типе строения скапулокоракоида отмечались также и существенные отличия, преимущественно в форме и пропорциях отдельных элементов данной структуры.
Например, у теризинозаврид коракоид пропорционально является очень крупным, широким, тогда как лопаточная ветвь является сильно укороченной и по своей длине меньше коракоида, что необычно для группы теропод. Скапулокоракоид у дейнохейрид сопоставимый своими размерами с таковыми у теризинозаврид, и соответствует общему типу, образован из относительно узкой и удлиненной лопатки и относительно небольшого коракоида. Вблизи переднего края лопаточного расширения около скапулокоракоидного шва у представителей группы теризинозаврид имелось округлое отверстие, отсутствующее у других представителей группы теропод. Через данное отверстие, по-видимому, проходил сосудисто-нервный пучок. Тираннозавриды отличаются значительно удлиненной лопаточной ветвью, которая слегка расширялась в дорзальном направлении. У мелких теропод — целурид, дромеозаврид, овирапторид — скапулокоракоид обычного типа, отличался удлиненной лопаточной ветвью и в целом небольшим коракоидом. В то же время, у овирапторид отмечается необычное строение переднего края акромиального отростка лопатки, который значительно утолщен и уплощен спереди, образует выраженную узкую продольную площадку, к которой прилегает ветвь сросшихся ключиц, соединяющих подобным образом между собой скапулокоракоиды.
У других групп теропод подобная площадка не образуется, но в плечевом поясе археоптерикса отмечается сходные по положению и форме сочленовные площадки, что является основанием, чтобы считать их местом присоединения ключиц.
Наличие скапулокоракоида — характерный признак авиал из семейства Jinguofortisidae.